# Neuroleon (Ganussa) lukhtanovi
Neuroleon (Ganussa) lukhtanovi is een insect uit de familie van de mierenleeuwen (Myrmeleontidae), die tot de orde netvleugeligen (Neuroptera) behoort. 
Neuroleon (Ganussa) lukhtanovi is voor het eerst wetenschappelijk beschreven door Krivokhatsky in 1996.